# Станіслав Кішка (1549—1619)
Станісла́в Кишка (пол. Stanisław Kiszka; бл. 1549 — 1619) — литовський державний діяч, староста жмудський (1616—1619). Представник шляхетського роду Кишки гербу Домброва. Виховувався кальвіністом. Несподівано перейшов у католицтво разом із первістком Станіславом (1606). Батько католицького жмудського єпископа Станіслава, литовського підскарбія Миколая. Його дочка Ганна вийшла заміж за Христофора Радзивілла і Кейдани відійшли до Радзивіллів. Також — Станіслав ІІІ Кишка.

## Сім'я
- Син: Станіслав Кішка (1584—1626), єпископ жмудський
- Син: Миколай Кішка (1588—1644), підскарбій литовський